# مبارك الناصر
مبارك عيد الناصر لاعب كرة قدم قطري يلعب حالياً في نادي الريان.

## مسيرة اللاعب
بدأ مع نادي الريان وأعير إلى نادي معيذر في عام 2023.